# Zierliche Weißrand-Funkie
Die Zierliche Weißrand-Funkie (Hosta 'Decorata') ist eine Sippe aus der Gattung Funkie (Hosta) in der Familie der Agavengewächse (Agavaceae).

## Merkmale
Die Zierliche Weißrand-Funkie ist eine ausdauernde krautige Pflanze, die Wuchshöhen von 40 bis 55 Zentimeter erreicht. Sie bildet unterirdische Ausläufer aus. Die Blattspreite misst bis zu 16 × 14 Zentimeter. Sie ist rundlich-eiförmig, stumpf oder wenig zugespitzt und weist 4 bis 5 (möglicherweise bis 7) Nervenpaare auf. Ihr Rand ist regelmäßig weiß, die Unterseite ist schwach glänzend. Der Blütenstiel ist flach rinnig und bis zu 30 Zentimeter lang. Die Kronzipfel sind halb zurückgeschlagen und dunkelviolett.
Die Blütezeit reicht von Juli bis August.

## Herkunft
Die Zierliche Weißrand-Funkie stammt aus Japan und ist nur in Kultur bekannt.

## Nutzung
Die Zierliche Weißrand-Funkie wird zerstreut als Zierpflanze genutzt. Sie ist ein Bodendecker und benötigt schattige oder halbschattige Standorte.
Nur als Sorte 'Decorata Normalis' wird eine Varietät mit vollständig grünen Blättern eingestuft. Ihre Blüten sind fruchtbar.

## Synonym
- Hosta decorata L.H.Bailey

## Belege
- Eckehart J. Jäger, Friedrich Ebel, Peter Hanelt, Gerd K. Müller (Hrsg.): Rothmaler Exkursionsflora von Deutschland. Band 5: Krautige Zier- und Nutzpflanzen. Spektrum Akademischer Verlag, Berlin Heidelberg 2008. ISBN 978-3-8274-0918-8